# Городки (Удомельский район)
Городки — деревня в Удомельском городском округе Тверской области.

## География
Деревня находится в северной части Тверской области на расстоянии приблизительно 3 км на запад-юго-запад по прямой от города Удомля в 2,5 км южнее железной дороги Бологое-Рыбинск.

## История
Известна с 1478 года (тогда Городок). В конце XVI века однодворная деревня превратилась в пустошь. Только в 1924 году здесь снова поселились люди (из деревни Митрошино). Дворов (хозяйств) в ней было 25 (1958 год), 14 (1986), 9 (2000). В советское время работали колхозы «Городки», им. Ленина и совхоз «Удомельский». До 2015 года входила в состав Удомельского сельского поселения до упразднения последнего. С 2015 года в составе Удомельского городского округа.

## Население
Численность населения: 83 человека (1958 год), 23 (1986), 17 (русские 100 %) в 2002 году, 14 в 2010.